# Kroppedal Museum
Kroppedal Museum er et dansk kulturhistorisk og astronomisk museum, der ligger ved Ole Rømers landobservatorium Observatorium Tusculanum i Vridsløsemagle 20 kilometer vest-sydvest for København. Det blev oprettet i 2002 ved en sammenlægning af Ole Rømer Museet og Antikvarisk Enhed under Københavns Amt.
Kroppedal har følgende ansvarsområder:
- Det arkæologiske ansvar i 16 kommuner i Hovedstadsområdet.
- Rådgivning på vegne af Kulturarvsstyrelsen af 14 kommuner i Hovedstadsområdet om bevaring af bygninger, kulturmiljøer og kulturlandskaber.
- Lokalmuseum for Høje-Taastrup og Albertslund Kommuner, herunder ansvaret for driften af de lokalhistoriske samlinger og arkiver i Albertslund (Toftekærgård) og Høje-Taastrup (Blaakildegaard).
- Nationalt museum for dansk astronomihistorie.
- Ansvaret for fredede fortidsminder i Region Hovedstaden.

Kroppedal er endvidere sekretariat for:
- Danmarkshistorien i Vestskoven.
- Hugin & Munin Klubben på Vestegnen.

I 2008 blev museets faste udstilling genopsat som "Verdensrummets Mekanik – Ole Rømer og dansk astronomi i 400 år". Den viser bl.a. det eneste af Ole Rømers pendulure, som overlevede Københavns brand 1728. Dertil har Kroppedal også skiftende særudstillinger og i stigende grad eksterne udstillinger rundt om på Vestegnen. I vinterhalvåret afholdes offentlige stjerneaftener i samarbejde med Københavns Astronomiske Forening.
Museet har adskillige malerier af L.A. Ring.